# Iborfia
Iborfia là một thị trấn thuộc hạt Zala, Hungary. Thị trấn này có diện tích 2,59 km², dân số năm 2010 là 12 người, mật độ 5 người/km².